# Nordland (Norwegia)
Nordland – jeden z 11 okręgów, na które podzielona jest Norwegia. Graniczy z okręgami Troms od północy, Nord-Trøndelag od południa, z terytorium Szwecji – Norrbotten od wschodu i Västerbotten od południowego wschodu – oraz z Oceanem Atlantyckim (Morze Norweskie) od zachodu.
Administracyjnym centrum okręgu jest Bodø. Powierzchnia Nordland to 38 456 km², zamieszkuje go 237 057 osób (2004).

## Gminy
Okręg Nordland podzielony jest na 44 gminy:
| 1. Alstahaug 2. Andøy 3. Ballangen 4. Beiarn 5. Bindal 6. Bø 7. Bodø 8. Brønnøy 9. Dønna 10. Evenes 11. Fauske 12. Flakstad 13. Gildeskål 14. Grane 15. Hadsel 16. Hamarøy 17. Hattfjelldal 18. Hemnes 19. Herøy 20. Leirfjord 21. Lødingen 22. Lurøy | 1. Meløy 2. Moskenes 3. Narvik 4. Nesna 5. Øksnes 6. Rana 7. Rødøy 8. Røst 9. Saltdal 10. Sømna 11. Sørfold 12. Sortland 13. Steigen 14. Tjeldsund 15. Træna 16. Tysfjord 17. Værøy 18. Vågan 19. Vefsn 20. Vega 21. Vestvågøy 22. Vevelstad |  |